# Alain Beaudet
Pour les articles homonymes, voir Beaudet.
Alain Beaudet est un médecin, professeur et chercheur québécois.

## Distinctions
- 2004 : Prix Adrien-Pouliot[1]
- 2007 : Docteur honoris causa, Université Pierre-et-Marie-Curie (UPMC)[2].
- 2024 : Médaille de la députée[3]